# Swiss Baseball and Softball Federation
Die Swiss Baseball and Softball Federation (SBSF) bezeichnet einen schweizerischen Verband, welcher verschiedene Baseball- und Softball-Ligen in der Schweiz organisiert. Der Verein wurde am 26. Juli 1981 als Schweizerischer Baseball- und Softball-Verband (SBSV) gegründet und am 19. Januar 2008 in Swiss Baseball and Softball Federation umbenannt.
Sitz der SBSF ist Therwil.

## Angeschlossene Vereine
| Vereinsname                                   | Pseudonym           | Ortschaft       | Kürzel | Gründung |
| --------------------------------------------- | ------------------- | --------------- | ------ | -------- |
| Barracudas Baseball und Softball Club         | Barracudas          | Zürich          | BAR    | 1985     |
| Baseball & Softball Club Frogs                | Frogs               | Sissach         | FRO    | 1985     |
| Baseball & Softball Team Unicorns             | Unicorns            | Hünenberg       | UNI    | 1988     |
| Baseball - Softballclub Wil Devils            | Devils              | Wil             | DEV    | 1987     |
| Baseball- & Softball Team Truck Star Dulliken | Truck Star          | Dulliken        | TRU    | 1984     |
| Baseballclub Bandits Rapperswil-Jona          | Bandits             | Rapperswil-Jona | BAN    | 2001     |
| Baseballclub Submarines Romanshorn            | Submarines          | Romanshorn      | SUB    | 1993     |
| Baseballclub Wittenbach Vikings               | Vikings             | Wittenbach      | VIK    | 1999     |
| Cardinals Baseball & Softball Club Bern       | Cardinals           | Bern            | CAR    | 1986     |
| Challengers Baseball und Softball Club Zürich | Challengers         | Zürich          | CHA    | 1980     |
| Eagles Baseball & Softballclub Luzern         | Eagles              | Luzern          | EAG    | 1980     |
| Flyers Baseball und Softball Team             | Flyers              | Therwil         | FLY    | 1980     |
| Baseball & Softball Club Hunters TV Thun      | Hunters             | Thun            | HUN    | 1994     |
| Lausanne Indians Baseball Club                | Indians             | Lausanne        | IND    | 1990     |
| Lions BSC Zürich                              | Lions               | Zürich          | LIO    | 1983     |
| Baseball Team Embrach                         | Mustangs / Rainbows | Embrach         | MUS    | 1988     |
| Wizards Winterthur                            | Wizards             | Winterthur      | WIZ    | 1987     |
| Zürich Eighters Baseball Club                 | Eighters            | Zürich          | EIG    | 2008     |
| Wittenbach Panthers                           | Panthers            | Wittenbach      | PNT    | 2008     |